# الحاج أحمد الشرقاوي
أحمد الشرقاوي الملقب بالحاج أحمد الشرقاوي (ولد في 8 فبراير 1897 فاس - توفي 22 يونيو 1978 الرباط) كان من بين المؤسسين العشرة للحركة الوطنية المغربية.